# Eötvös család (vásárosnaményi)
A vásárosnaményi nemes és báró Eötvös család Bereg és Szatmár vármegye egyik előkelő családja.

## Története
Első ismert őse, Eötvös József a 16. század második felében élt, ő már vásárosnaményi előnévvel szerepelt. A család egy későbbi tagja, Eötvös Miklós, Szatmár vármegye szolgabírája volt 1696-ban, 1699-ben a vármegye adószedője, és a Rákóczi-szabadságharc alatt a tiszántúli kerületi főbiztos (districtualis commisarius). Ezután 1710 és 1714 között Szatmár vármegye alispánja, III. Károly magyar király tanácsosa.
Utóda, az igen tehetős köznemesi származású Eötvös Miklós (1716-1783), a 18. század közepén a szatmári felkelő nemesek vezéreként tűnt ki, majd királyi tábornokká lépett elő. Tetteiért Mária Terézia császárnőtől bárói méltóságot kapott 1768. február 2-án. Báró Eötvös Miklós először négyesi báró Szepessy Zsuzsannát vette el, azonban gyermektelenül hunyt el, majd másodszor is megnősült. Miháldi báró Splényi Annát (1732–?) vette feleségül, akitől születtek a gyermekei. Mária Terézia úrbérrendezése korában, báró Eötvös Miklósnak Abaúj-, Bereg-, Szabolcs- és Szepes vármegyében összesen 21 úrbéres földbirtoka volt, 4712 úrbéres holdja, 235 jobbágyja, 21 zsellére volt.
Eötvös Miklós és Splényi Anna fia, báró Eötvös Ignác (1763 – 1838) királyi főpohárnok, Hont vármegye főispánja lett. 1783-ban feleségül vette négyesi báró Szepessy Máriát (1767–1833), akitől egyetlen egy gyermeke született, báró Eötvös Ignác (1786-1851) császári és királyi kamarás, magyar királyi udvari alkancellár, valóságos belső titkos tanácsos, főpohárnokmester, és Sáros vármegye főispánja volt.
Ez utóbbi báró Eötvös Ignác kétszer házasodott meg. Az első felesége, fáji Fáy Konstancia hamarosan hunyt el gyermektelenül. A második neje Freiin Anne von der Lilien (1786–1858) palotahölgy lett, aki öt gyermekkel áldotta meg: báró Eötvös Júlia (1812–1880), Vieregg Károly (1798–1864) felesége, báró Eötvös Dénes (1817–1878) és báró Eötvös József (1813–1871), vallás- és közoktatási miniszter. Eötvös József feleségül vette barkóczi Rosty család sarját, barkóczi Rosty Ágnest (1825–1913), barkóczi Rosty Albert (1779- 1847) Békés vármegye alispánja és ehrenberghi Eckstein Anna (1801-1843) leányát. Eötvös József és Rosty Ágnes három leánygyermeke volt: báró Eötvös Ilona (1846- 1924), földeáki Návay Lajos (1842-1905) felesége; báró Eötvös Jolán (1847- 1909), pallini Inkey István (1842-1905) neje és báró Eötvös Mária (1851 - 1928), báró Plener Ernő dr. (1841- 1923) házastársa. Eötvös József és Rosty Ágnes egyetlen fiúgyermeke pedig báró Eötvös Loránd (1848–1919), fizikus professzor, miniszter, akinek a nevét az Eötvös Loránd Tudományegyetem viseli. Eötvös Loránd felesége Horváth Gizella (1853–1919), Horvát Boldizsár (1822-1898) igazságügyi miniszternek a lánya volt. A házasságukból három leány született, azonban nem mentek férjhez és így ezzel nem csak férfi, hanem női ágon is kihalt a család bárói ága.
A család köznemesi ágából származott Eötvös Sándor Bereg vármegye táblabírájának fia, nemes vásárosnaményi Eötvös Tamás (1800 – 1867), Bereg vármegye főispánja, aki az 1848-49-es szabadságharcban tevékenyen részt vett, fogságba is esett. A szabadságharc után, 1861-ben országgyűlési képviselővé választották. Ennek a Tamásnak a testvére Miklós, aki szintén harcolt 1848-49-ben, később követ, alispán és kormánybiztos is lett, 1874-ben hunyt el. Az Eötvös család a 19. század első felében Szatmár vármegye egyik leggazdagabb családja volt, különösen nagy vagyonra tett szert az említett Miklós.

## A család címerének leírása
A bárói ág címere: „Négyfelé osztott pajzs, az alsó két udvar közé azonban még gula alakban egy ötödik udvar nyúlik fel, melyben zöld mező közepén egy folyam hummámzik. Az első és negyedik udvar ezüst mezejében hátulsó két lábán fekete medve áll, első két lábában nyitott könyvet tartva. A második és harmadik udvar vörös mezejében hátsó két lábain arany oroszlán áll, első lábaival fehér liliomot tartva. A középpajzs kék mezejében arany griff áll, kivont karddal. Az egész pajzson a bárói korona, s azon három nyitott sisak, melyek közül a jobb oldalinak koronájából ragadmány után nyúló griff nyúlik ki, a középső sisak koronájából két elefántormány között, - melyeknek jobb oldalja félig fehér félig fekete, s belőle kék zászló leng, - páncélos és sisakos vitéz emelkedik ki, kivont karddal. A harmadik (bal oldali) sisak koronájából oroszlán emelkedik fel ragadozásra kinyújtott lábakkal. A jobb oldali sisak foszladéka ezüst-fekete, a középsőé arany-kék, a bal oldalié arany-kék. A pajzst két oldalról teleamonok gyanánt két egyszarvú tartja."

## Jelentősebb családtagok
- Eötvös Ignác (1763–1838) publicista, titkos tanácsos, koronaőr, főispán, főpohárnok
- Eötvös Ignác (1786–1851) tanácsos, főispán, királyi biztos, főtárnokmester
- Eötvös József (1813–1871) jeles politikus, vallás- és közoktatásügyi miniszter
- Eötvös Loránd (1848–1919) fizikus professzor, politikus, vallás- és közoktatásügyi miniszter
- Eötvös Miklós (1656–1731) udvarbíró, alispán, kerületi biztos, királyi tanácsos
- Eötvös Miklós (1716–1783) magyar királyi tábornok, a család bárói címének megszerzője
- Eötvös Tamás (1800–1867) országgyűlési képviselő, főispán, nemzetőrségi őrnagy